# 후쿠야마정 (가고시마현)
후쿠야마정(일본어: 福山町)은 일본 가고시마현 중앙부에 있던 정이다. 
2005년 11월 7일에 고쿠부시와 합병해 기리시마시의 일부가 되었다.
흑식초나 후쿠야마 흑우 등으로 알려져 있다
이 마을은 지형이 해안가 지구와 고원 지구로 나뉘어져 있으며, 전체적으로 평지가 적다. 기후는 하바는 연평균 기온이 18.7도로 온화하다. 상장은 연평균 기온이 15도, 겨울에는 영하 5~6도까지 내려가 현내에서 가장 낮은 기온을 기록하는 경우도 적지 않다.

## 역사
- 1889년 - 정촌제 시행에 의해 훜쿠야마촌이 성립하였다.
- 1914년 - 사쿠라지마가 대폭발이 관측되었다.
- 1929년 - 정으로 승격해 후쿠야마정이 되었다.
- 2005년 - 고쿠부시, 아이라군 미조베정·요코카와정·마키조노정·기리시마정·하야토정과 합병해 기리시마시가 설치되었다.

## 교통

### 공항
- 가고시마 공항

### 철도 (폐선노선)
- 일본국유철도
  - 오스미 선

### 도로
- 히가시큐슈 자동차도
- 국도 제10호선
- 국도 제220호선
- 국도 제504호선

## 참고 문헌
- 角川日本地名大辞典編纂委員会,『角川日本地名大辞典 鹿児島県』1983, 角川書店